# یوزف ماریا بوخنسکی

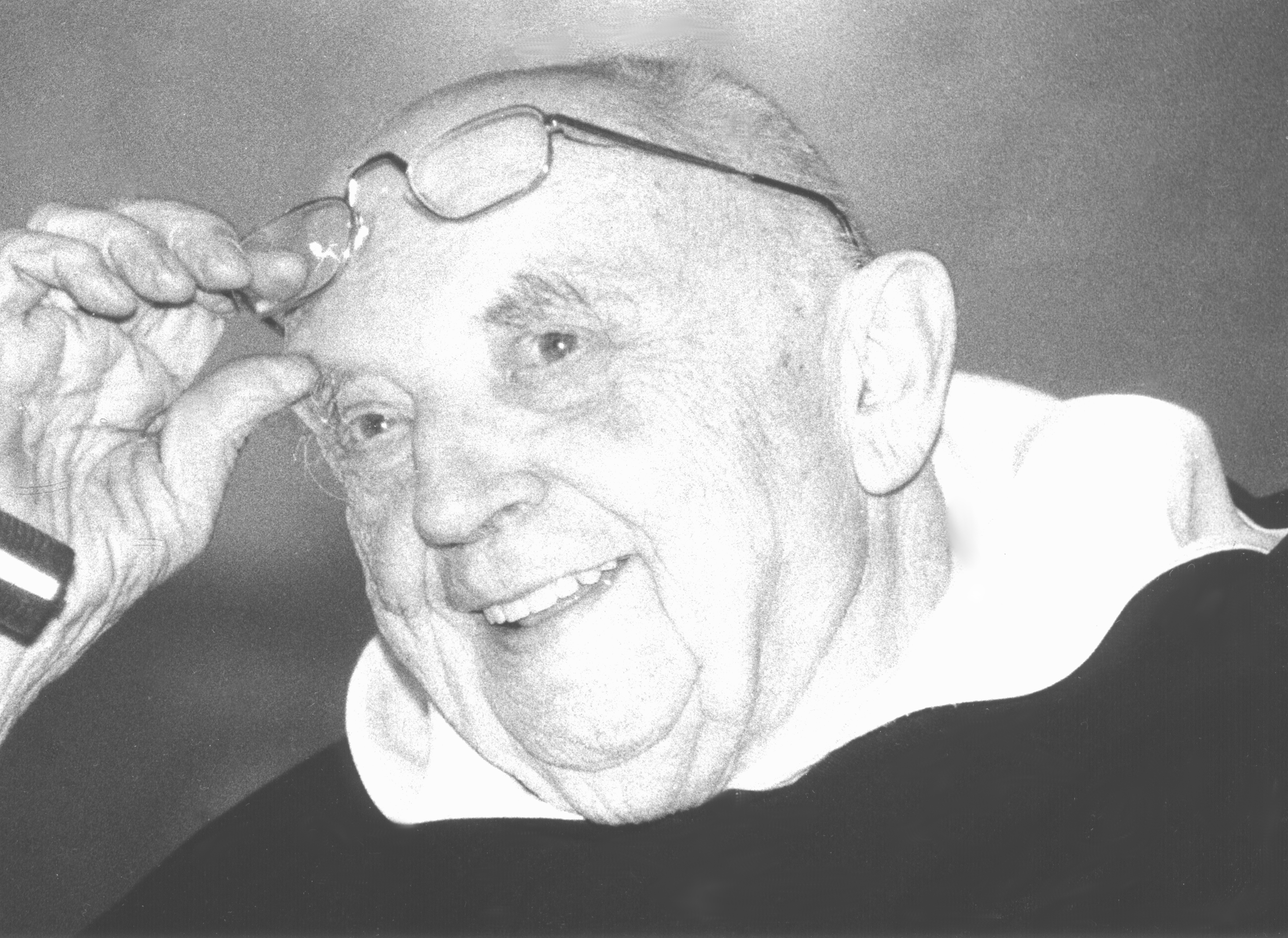
یوزف ماریا بوخنسکی

یوزف ماریا بوخنسکی (زادهٔ ۳۰ اوت ۱۹۰۲ در چوشوف لهستان — درگذشتهٔ ۸ فوریهٔ ۱۹۹۵ در فریبورگ سوئیس) منطقی و فیلسوف فرقهٔ دومینیکن اهل لهستان بود. وی بخاطر پژوهش‌های منطق ریاضی و تاریخ منطق در کشورهای انگلیسی زبان شهرت دارد.